# Boss Bailey
Rodney "Boss" Bailey (født 14. oktober 1979 i Folkston, Georgia, USA) er en tidligere amerikansk footballspiller, der spillede i NFL som linebacker. Bailey kom ind i ligaen i 2003, og spillede gennem sin seks år lange karriere for henholdsvis Detroit Lions og Denver Broncos.
Boss Bailey er lillebror til Denver Broncos' cornerback Champ Bailey.

## Klubber
- 2003-2007: Detroit Lions
- 2008: Denver Broncos